# 陈彤
陈彤（1967年—），籍贯河南开封，生于北京，曾任新浪执行副总裁，新浪网总编辑，新浪网的早期员工及在该公司工作17年。现为小米科技副总裁，负责内容投资和运营方面工作的管理。

## 生平
毕业于北京工业大学电子工程专业，毕业后在中关村附近工作。1996年攻读北京理工大学通讯学硕士，并拥有中欧国际工商学院工商管理硕士学位、中国人民大学新闻学硕士学位。期间因在互联网发表内容受到四通利方公司创始人李嵩波赏识，成为为新浪前身四通利方讨论版体育沙龙版版主。陈彤研究生毕业后，四通利方网络部的主管汪延邀请其加入公司。其带领新浪发展过门户网站、博客、微博等多方面内容。